# Лимон дикий
Лимо́н ди́кий, или Лимон грубоко́жистый (лат. Citrus jambhiri) — вид растений из рода Цитрус (Citrus) семейства Рутовые (Rutaceae), близкий к лимону обыкновенному. Имеются предположения, что это гибрид с участием Citrus medica, Citrus reticulata и, возможно, ещё каких-то таксонов.

## Название
Известен под названиями: англ. citronelle, jamberi, jambhiri-orange, Mazoe lemon, rough lemon, фр. citron verruqueux, исп. rugoso, limón rugoso.

## Ботаническое описание
Кустарник или небольшое дерево высотой 3—6 метров с шипами длиной около сантиметра в пазухах листьев. Листья овальные, длиной до 11 см, на имеющих небольшие крылышки черешках длиной около сантиметра. Плоды округлые или яйцевидные, размером, как правило, крупнее обычных лимонов, жёлтого цвета в спелом состоянии. Кожура их грубо-бородавчатая, белый мезокарпий (т. наз. альбедо) толщиной до сантиметра. Соковые мешочки бесцветные или бледно-жёлтые, с характерным лимонным вкусом.

## Распространение
Родиной этого растения, предположительно, является Индия. Культивируется в тропических и субтропических областях земного шара, в том числе в Южной Азии и Латинской Америке.

## Значение и применение
Используется в качестве подвоя для других цитрусовых культур. Плоды применяются так же, как и плоды обыкновенного лимона.